# Recia
Recia (en latín Rætia o Rhætia) fue una provincia romana.
Su extensión iba desde el lago de Constanza hasta el río Eno y fue dividida en dos partes desde el siglo IV:
Rætia Prima (‘Recia primera’, en el sur) y Rætia Secunda (‘Recia segunda’, en el norte).
Su capital era Augusta Vindelicorum, la actual Augsburgo.
Entre Kelheim y Boiotro, cerca de Passau, el río Danubio era la frontera y al mismo tiempo la línea defensiva frente a las tierras de Germania. Al oeste el limes altogermano-rético, que había construido el emperador romano Vespasiano, formó la frontera en dirección noroeste. La parte rética del limes tenía una longitud de 166 kilómetros y era importante para vigilar la frontera romana contra Germania.
En toda la mitad oriental de Recia se han encontrado inscripciones epigráficas en idioma rético, que aparentemente es una lengua no indoeuropea de la familia tirsénica.

## Historia

### Penetración romana hacia el Danubio a partir de 25a.C.
A partir del año 25 a. C. Roma trasladó la frontera septentrional de la antigua Gallia cisalpina de Italia del Norte a la zona de Recia, hasta llegar a Veltlin (río Adda) y el valle del Etsch y hasta Bolzano, en lo que es hoy en día el Tirol. El general romano Druso atravesó hacia el 15 a. C. con su ejército por el Pasaje del Brennero y del Reschen a la parte norte de los Alpes. Antes de esto, tuvo que enfrentarse con una fuerte resistencia de los isarcos más arriba de Trento. Ese mismo año su hermano Tiberio, futuro emperador, llegó más al oeste por el valle del Rin hasta el lago de Constanza, donde se hallaba el territorio de los vindélicos. Según Estrabón usó una isla en el lago como base para su lucha contra los vindélicos. 
Bajo el gobierno de Tiberio (14-37 d. C.) o Claudio (41-54 d. C.) se unificaron los territorios de Grisones, Vorarlberg, Baviera Meridional y Suabia Superior entre la margen occidental del lago de Constanza, el Danubio y el Eno, así como la parte septentrional del Tirol y pasaron a ser un distrito militar y luego una provincia con el nombre de Raetia et Vindelicia. La región pronto fue conocida sencillamente como Raetia. Durante el reino de Claudio se construyó una calzada militar para defender la línea del Danubio que llegaba cerca de Ratisbona por la margen meridional del río. Esta vía estaba defendida por castillos romanos. La calzada estaba conectada con Augsburgo e Italia del Norte a través de la vía Claudia. El Valais, que pertenecía a Recia, pasó a ser una provincia separada en 43 d. C. 
o con el nombre de Alpes Poeninae o Alpes Graiae.

## Prefectos de Recia en los siglosIyII
- Porcio Septimino (69)
- Cayo Saturio (77-80)
- Tito Flavio Norbano (86)
- Cayo Velio Rufo (96)
- Tiberio Julio Aquilino (107)
- Quinto Bayeno Blasiano (123)
- Marco Sempronio Liberal (139-140)
- Cayo Julius Rufo (147)
- Ulpio Víctor (153)
- Tito Vario Clemente (156-157)
- Lucio Tituleno (bajo Antonino Pío)
- Sexto Bayo Pudente (162/163)
- Tito Desticio Severo (166)
- Cayo Vetio Sabiniano Julio Hospes (166)
- Carelio Prisco (173)

## Gobernadores senatoriales de Recia y legados de la Legio III Italica
- Marco Helvio Clemente Dextriano (c. 181)
- Quinto Espicio Cerial (c. 181 c. 184)
- Cayo Carelio Sabino (c. 184)
- Apio Claudi Laterano (190)
- Publio Porcio Optato Flama (197)
- Cayo Julio Avito Alexiano (196/197) (esposo de Julia Mesa)
- Aulo Terencio Pudente Utediano (en algún momento entre 198 y 211)
- Cayo Octavio Apio Suetrio Sabino (213, durante tres meses)
- [...] Dionysio (bajo Heliogábalo)